# Love Ain't for Keeping
«Love Ain't for Keeping» es una canción del grupo británico de rock The Who, que aparece en su disco Who's Next.
Destaca de «Love Ain't for Keeping» su simplicidad en la interpretación, pero la armonía de la misma. Es la canción más corta del álbum y la única completamente en formato acústico. Fue escrita por Pete Townshend, mientras que la voz principal está a cargo de Roger Daltrey.
La letra hace referencia a la vida en el campo y la comunión con la naturaleza. La canción estaba destinada al proyecto Lifehouse. Al igual que «The Song Is Over», «Going Mobile», «Getting in Tune», entre otras, «Love Ain't for Keeping» vio la luz en Who's Next en desmedro de la abandonada ópera rock. La canción habla de Ray, un granjero escocés, uno de los principales personajes de la historia.
La canción fue grabada por primera vez en New York, el 17 de marzo de 1971, en una versión hard rock. Posteriormente, se reestructuró en formato acústico en Olympic Studios en mayo de 1971. Sin embargo, la canción en su versión más dura, sirvió de pieza fija en los conciertos de la banda en la época de la salida del disco.
Una versión extensa de la canción, apareció en la reedición del disco Odds & Sods en 1998, mientras que el demo original por Pete Townshend apareció en su LP Lifehouse Chornicles. Una versión en vivo apareció en Who's Next Deluxe Edition en 1971.